# Guerre du Désert
Seconde Guerre mondiale
Batailles
Guerre du Désert
- Invasion de l'Égypte
- Compass (Fort Capuzzo
- Nibeiwa
- Sidi Barrani
- Bardia
- Tobrouk (1941)
- Mechili
- Beda Fomm)
- Koufra
- Siège de Giarabub
- Sonnenblume
- El Agheila (1941)
- Siège de Tobrouk (Raid sur Bardia
- Raid Twin Pimples)
- Skorpion
- Brevity
- Battleaxe
- Crusader (Flipper
- Bir el Gubi (novembre 1941)
- Point 175
- Bir el Gubi (décembre 1941))
- Fort Lamy
- Gazala (Bir Hakeim
- Tobrouk (1942))
- Mersa Matruh
- El Alamein (juillet 1942) (Raid sur l'aérodrome de Sidi Haneish)
- Alam el Halfa
- Agreement (Caravan)
- Bertram
- Braganza
- El Alamein (octobre 1942) (Avant-poste Snipe)
- El Agheila (1942)

Débarquement allié en Afrique du Nord
- Blackstone
- Casablanca
- Reservist
- Terminal
- Port Lyautey
- Brushwood

Campagne de Tunisie
- Course pour Tunis
- Ligne Mareth
- Sidi Bouzid
- Kasserine
- Sejnane
- Ochsenkopf
- Capri
- Ksar Ghilane
- Pugilist
- El Guettar
- Wadi Akarit
- Longstop Hill
- Hill 609
- Vulcan
- Flax
- Retribution
- Strike

Batailles et opérations des campagnes d'Afrique, du Moyen-Orient et de Méditerranée
- Guerre du Désert
- Campagne d'Afrique de l'Est
- Campagne d'Afrique du Nord
- Bataille de la Méditerranée
- Bombardements italiens de la Palestine mandataire
- Bombardement du Bahreïn
- Campagne du Gabon
- Campagne des Balkans
- Guerre anglo-irakienne
- Campagne de Syrie
- Résistance en Grèce
- Opérations en Yougoslavie
- Opérations anti-partisans en Croatie
- Invasion anglo-soviétique de l'Iran
- Bataille de Madagascar
- Offensive de Belgrade
- Campagne d'Italie
- Résistance en Macédoine

Front d'Europe de l'Ouest

Front d'Europe de l'Est

Bataille de l'Atlantique

Guerre du Pacifique

Guerre sino-japonaise

Théâtre américain
La guerre du Désert est un épisode de la campagne d'Afrique du Nord de la Seconde Guerre mondiale, qui s'étend de juin 1940 à février 1943, ayant opposé, principalement au début, l'armée coloniale libyenne de l'Empire italien à la 8e armée britannique gardant l'Égypte. Dans un second temps, les forces de l'Axe sont bientôt reconfigurées sous l'égide du Deutsches Afrikakorps. La guerre du Désert proprement dite est prolongée par la campagne de Tunisie, et s'achève par la prise de contrôle de l'Afrique du Nord par les Alliés.
La guerre du Désert connaît trois étapes : commencée par les Italiens sur un principe colonial visant à restaurer la primauté d'un empire néo-romain sur le bassin méditerranéen par la jonction de la Libye avec l'Abyssinie, colonie italienne matée dans le sang, elle est contrée par les britanniques qui les refoulent jusqu'à El Agheila, où Churchill donne l'ordre de stopper toute offensive pour redéployer ses troupes en Grèce contre l'invasion allemande. La guerre du désert se poursuit en 1941 par une intervention du corps expéditionnaire allemand visant à ouvrir l'accès aux champs pétrolifères du Moyen-Orient une fois brisé le verrou britannique du Caire. Rommel n'y parvint jamais, faute de moyens. La troisième étape est le reflux des Italo-Allemands, de Libye en Tunisie en novembre 1942 à la suite des débarquements alliés en Afrique du Nord. Ce reflux se solde par le rembarquement d'une partie des troupes italo-allemandes à destination de l'Italie et de la capitulation des troupes restantes en mai 1943.
La notoriété de cette guerre est aussi due à la légende instaurée autour du général Rommel, dont les réalisations provoquèrent le limogeage de ses adversaires britanniques successifs à la tête de la 8e armée en Égypte.
La défaite de Rommel, perceptible après la seconde bataille d'El Alamein, est considérée comme un des tournants de la guerre. Elle intervient au même moment que la bataille de Stalingrad, qui inflige une lourde défaite aux forces de l'Axe sur le front de l'Est.
Le flux et le reflux des armées le long des côtes tripolitaines et cyrénaïques selon le rapport des forces et les vicissitudes de l'approvisionnement par la Méditerranée constituent la particularité de cet épisode du conflit.

## La guerre des Italiens
- Période : septembre 1940 (offensive italienne) - janvier 1941

Zone occidentale des combats de la Guerre du désert en 1941

L'objectif initial de l'offensive était de s'emparer du canal de Suez. Cette voie est alors vitale pour l'Afrique orientale italienne. Pour ce faire, les forces italiennes de la Libye auraient dû avancer dans le nord de l'Égypte jusqu'au canal. Après de nombreux retards, l'objectif de l'offensive fut considérablement réduit. En fin de compte, il fut de progresser en Égypte et d'attaquer toutes les forces hostiles se trouvant face à l'armée italienne. Bien que l'Égypte soit officiellement neutre, elle avait signé le traité anglo-égyptien de 1936, autorisant les forces britanniques à défendre l'Égypte, et notamment le canal de Suez où stationnait des troupes britanniques, en cas d'agression.
En septembre 1940, les troupes italiennes du maréchal Rodolfo Graziani, en Libye italienne, attaquèrent l'Égypte, mais se heurtèrent à une contre-offensive britannique. Bien que les forces italiennes s'emparent de plusieurs localités côtières égyptiennes, l'opération est considérée comme un échec. L'offensive est tombée très loin de son objectif initial, qui prévoyait de capturer le canal de Suez : l'armée italienne n'avança que de 80 km sur le territoire égyptien jusqu'à Sidi Barrani. Si elle permit de porter un petit coup à la Royal Air Force en capturant quelques aérodromes britanniques présents dans le pays, ils furent repris lorsque les Britanniques lancèrent l'opération Compass le 8 décembre 1940 et qui durera jusqu'au 8 février 1941, marquant une large victoire britannique sur les Italiens.
Depuis l'Égypte, le 9 décembre 1940, les forces britanniques, incluant des troupes indiennes et australiennes, sous le commandement du général d'armée Richard O'Connor, attaquent au niveau d'une faiblesse de la défense italienne à Nibeiwa au sud de Sidi Barrani.

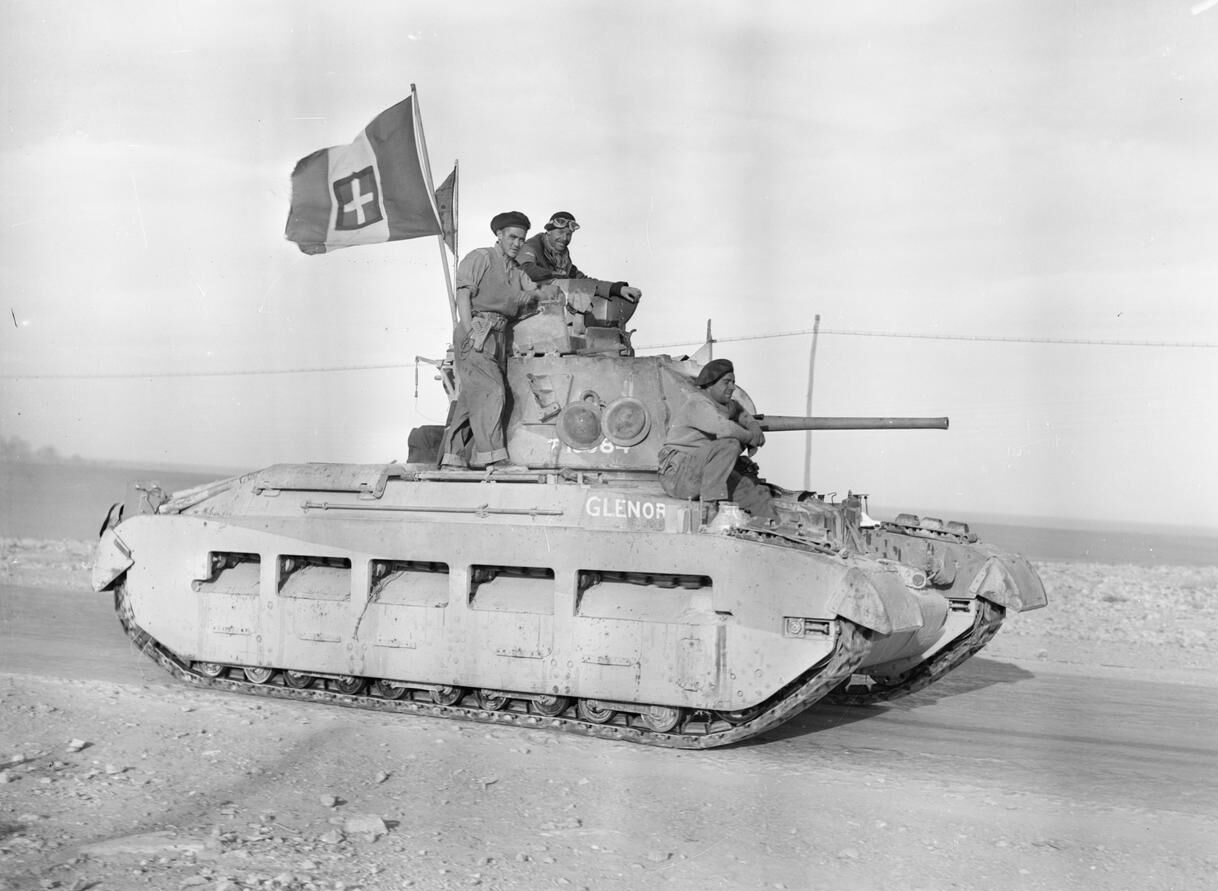
Char Matilda II portant un drapeau italien capturé en route vers Tobrouk en janvier 1941

L'assaut fut soutenu par l'artillerie, des bombardiers Blenheim et des chars d'assaut Matilda Mark II. Les Italiens étaient équipés de chenillettes L3 et de chars légers M11/39, dont aucun n'avait aucune chance contre les Matilda. Dès la première heure, le général Maletti aurait été tué et 4 000 soldats italiens auraient capitulé. En trois jours, 237 pièces d'artillerie, 73 chars légers, et 38 300 soldats sont capturés. En cinq jours, la Western Desert Force libère l'intégralité du territoire égyptien occupé par les Italiens. Les forces attaquantes se déplacent alors vers l'ouest sur la Via della Vittoria (en), à travers la passe Halfaya, et capturent Fort Capuzzo, en Libye.
Le 1er janvier 1941, la Western Desert Force fut rebaptisée « 13e Corps ». Le général O'Connor exploitant le succès de l'opération s'enfonce alors en territoire libyen. Entre le 3 et le 5 janvier, les Australiens de la 6e division d'infanterie battent les italiens à Bardia et, le 22 janvier, s'emparent de Tobrouk. Le 24 janvier, les chars de la 7e division blindée battent les Italiens à Mechili. Derna est occupée le 29 janvier.
La bataille de Koufra commence le 31 janvier 1941. Elle opposa victorieusement les troupes françaises de la colonne Leclerc, composée de 350 hommes et de 56 véhicules automobiles sous les ordres du colonel Philippe Leclerc, appuyée par les Britanniques du Long Range Desert Group, face aux Italiens de la compagnia sahariana (en) di Cufra  et des 59a et 60a Compagnie Mitraglieri da Posizione.
À l'issue de cette victoire, le 2 mars 1941 le colonel Leclerc et ses troupes prononcent le « serment de Koufra », promettant de ne déposer les armes qu'après la libération de Strasbourg.
Le 5 février, l'avant-garde britannique atteint Beda Fomm, et coupe ainsi la voie de retraite de la 10e armée italienne qui se retrouve prise au piège. Après une dernière tentative de percer les lignes britanniques le 7 février, les Italiens se rendent et la 10e armée est anéantie.
Le 9 février 1941, Churchill ordonna l'arrêt de l'avance et l'envoi de troupes en Grèce pour participer à la guerre gréco-italienne ; l'opération Marita, une attaque allemande à travers la Macédoine fut considérée comme imminente. Les Britanniques n'ont de toute façon pas pu continuer au-delà d'El Agheila, en raison de pannes de véhicules, d'épuisement et de l'effet de la distance de transport beaucoup plus longue depuis la base en Égypte. Lorsque l'opération Compass a pris fin avec la capitulation de la 10e armée italienne, le QG du 13e Corps a été désactivé en février et ses responsabilités ont été reprises par le QG Cyrénaïque, un commandement statique dirigé par le Lieutenant-General Philip Neame (en). Les forces alliées dans le désert occidental ont adopté une posture défensive alors que le commandement du Moyen-Orient se concentrait sur la bataille de Grèce.
Quelques milliers d'hommes de la 10e armée échappent au désastre en Cyrénaïque, mais la 5e armée en Tripolitaine compte encore quatre divisions. Les places fortes de Syrte, Tmed Hassan et Buerat (en) sont renforcées par les troupes fraîches, ce qui porte les 10e et 5e armées à environ 150 000 hommes. Des renforts allemands ont été envoyés en Libye pour former un détachement de blocage (Sperrverband) en vertu de la directive 22 d'Hitler (11 janvier 1941), il s'agit des premières unités de la Deutsches Afrikakorps du Generalleutnant Erwin Rommel formée le 19 février 1941.

## Le «Renard du Désert»
- Période : février 1941 (nomination de Rommel) - juillet 1942 (bataille d'El Alamein)

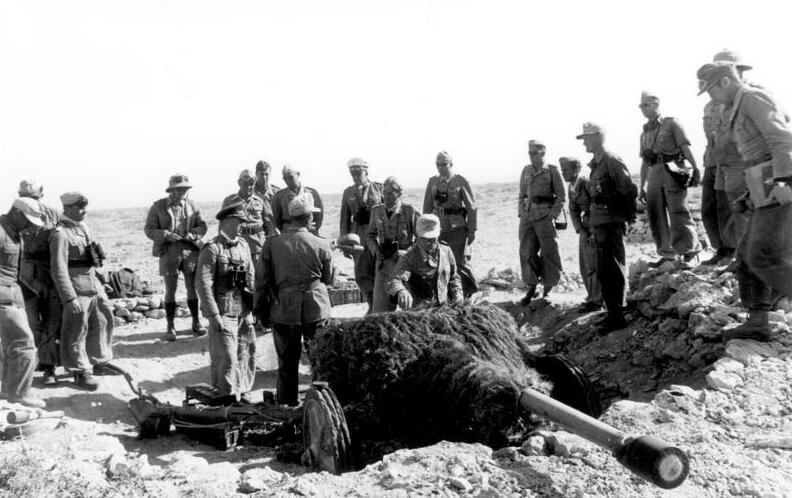
Canon Pak de 75 mm en batterie en 1941.

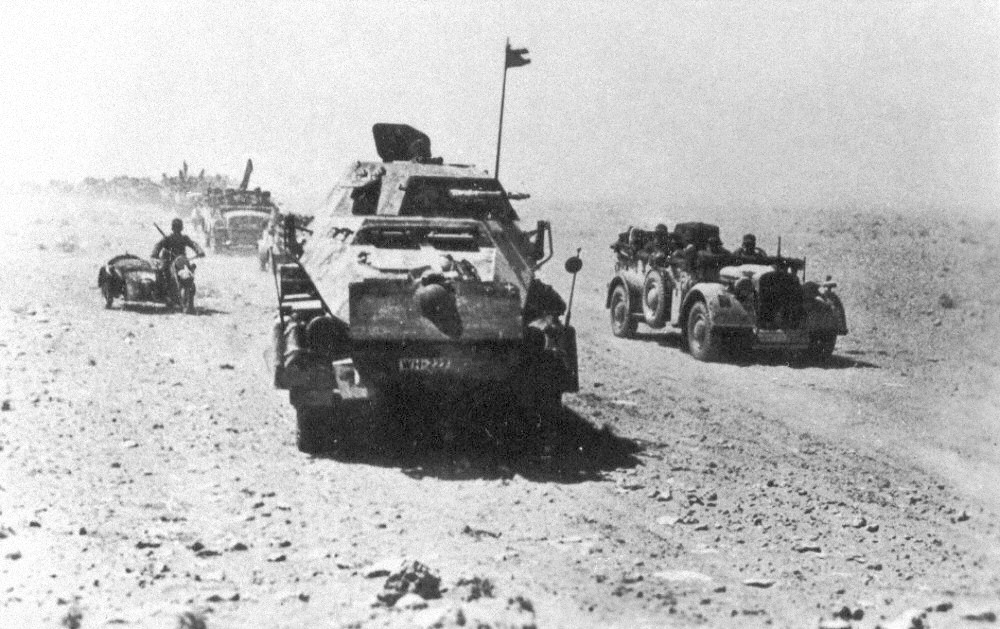
Des véhicules de la 21e Panzerdivision durant la guerre du Désert en 1942.

Erwin Rommel est officiellement mandaté le 6 février 1941. Il arrive à Tripoli et part directement en reconnaissance par avion au-dessus du désert. Il ne suit pas ses instructions, qui sont d'attendre le débarquement des renforts constituant le corps expéditionnaire allemand (DAK), et reprend l'offensive dès que possible, au grand dam de la hiérarchie italienne. La DAK comprenait alors un total de 45 000 hommes et de 250 chars.
Le 31 mars 1941, Rommel a repoussé les troupes britanniques de la Libye jusqu'aux frontières de l'Égypte. Le 6 avril 1941, le gouverneur militaire Neame, le lieutenant-général Richard O'Connor et le brigadier John Combe, furent vaincus et capturés par une force avancée allemande dirigée par Gerhard von Schwerin. Le désastre a été évité pour la majorité des forces sous le commandement de Neame grâce à une retraite rapide de la 9e division australienne dans la ville côtière de Tobrouk, où elle a été rejointe par la 3e brigade automobile indienne et les restes survivants de la 2e division blindée (dont la plupart avaient été envahie et capturée lors de la déroute), en organisant à la hâte un périmètre défensif, qui continuerait à résister au siège prolongé ultérieur des forces de l'Axe. Le 13e Corps a été réactivé en tant que QG de la Western Desert Force le 14 avril dirigé par le général Archibald Wavell pour prendre le commandement des forces britanniques et d'autres forces du Commonwealth (principalement des unités australiennes, indiennes et néo-zélandaises) à la tête du Middle East Command et devient ainsi le commandant en chef des forces alliées au Moyen-Orient.
Le 26 mai 1941, Rommel lance la sixième campagne de Libye, assiégeant Tobrouk 240 jours du 10 avril au 9 décembre. La gestion de la crise irakienne a suscité un courroux doublé d'une méfiance haineuse de Churchill. Les combats violents au  Liban et en Syrie menés par un corps britannique qui ne progresse pas d'un pouce entraînent la disgrâce de ce chef, vu comme inconstant et hésitant par le premier ministre britannique inconscient des réalités du terrain égyptien. À la suite de l'échec de l'Opération Battleaxe, La sanction politique tombe : Wavell est remplacé par le général Claude Auchinleck le 1er juillet 1941.
Le 13e Corps devenu en septembre 1941 la 8e armée britannique qui affronte l'Afrika Korps de Rommel ainsi que l'armée italienne, est commandée successivement par les généraux Cunningham et Ritchie.
Le Panzergruppe Afrika est formé le 1er septembre 1941. Il contrôle toutes les unités terrestres allemandes en Afrique du Nord, ainsi que la plupart des unités italiennes présentes.
La première offensive majeure des Britanniques, l'opération Crusader, a lieu en novembre 1941. 40 000 personnes sont encerclées par les Allemands à Tobrouk depuis avril 1941. Le 2 novembre, la 7e brigade blindée anglaise est attaquée à Sidi Rezegh par les blindés de Rommel alors qu'elle approche de Tobrouk. Elle perd 113 de ses 141 chars. Les britanniques sont contraints de s'éloigner de Tobrouk. De son côté, la 4e brigade blindée attaque la 15e Panzerdivision au prix de lourdes pertes. Les Britanniques subissent de lourdes pertes et Rommel dispose désormais d'un nombre supérieur de blindés, environ 170 pour moins de 150 côtés britanniques. Le 23 novembre les pertes allemandes et italiennes sont élevées et Rommel perd son avantage numérique, ayant désormais moins de 100 chars à sa disposition. Les pertes de l'infanterie allemande sont toutes aussi élevées. Le 22 novembre général Cunningham est relevé de ses fonctions après avoir fait part de ses réticences à la suite des premières pertes. Auchinleck demande que la bataille se poursuive et nomme ensuite Ritchie à la tête de la 8e armée. Les Britanniques parviennent à libérer Tobrouk le 4 décembre et à repousser l'Afrika Korps jusqu'à El Agheila au prix de lourdes pertes.
Le 29 novembre 1941, les dernières troupes italiennes de Gondar en Éthiopie, commandée par le général Guglielmo Nasi, déposent les armes. L'Afrique-Orientale italienne cesse d'exister.
Le 9 décembre 1941, les troupes de Rommel commencent à battre en retraite. Elles s’arrêtent à la limite de la Cyrénaïque et de la Tripolitaine.
Mais Rommel reçoit des renforts en hommes et en blindés, et son commandement est renommé Groupe d'armées Afrique (en allemand : Heeresgruppe Afrika). Il envoie le 21 janvier 1942 trois fortes colonnes blindées en reconnaissance tactique, qui se transforme rapidement en une offensive. Les panzers allemands capturent Ajdabiya le 22 janvier 1942 et piègent une partie de la 1re division blindée britannique, détruisant environ 70 de ses chars. Benghazi tombe aux mains des forces de l'Axe le 29 janvier 1942.
De février à mai 1942, Rommel effectue un plan d'offensive pour capturer Gazala pour ensuite attaquer en direction du canal de Suez. À la suite de leur défaite lors de la bataille de Gazala et la capture de Tobrouk, les Alliés s'étaient repliés sur une ligne défensive, entre El-Alamein, au bord de la mer Méditerranée, et la dépression de Qattara dans le désert. Les forces allemandes affrontent la 8e armée britannique commandée par Claude Auchinleck lors de la première bataille d'El Alamein. Ils souhaitaient ainsi protéger Alexandrie, Le Caire et le canal de Suez. L'offensive de l'Afrikakorps, lancée le 1er juillet, conduit Rommel à 90 km d'Alexandrie, mais ne lui permet pas de percer les lignes britanniques. Il s'ensuit une série de contre-attaques de part et d'autre, pendant tout le mois de juillet, qui ne procurent pas d'avantage décisif aux belligérants.

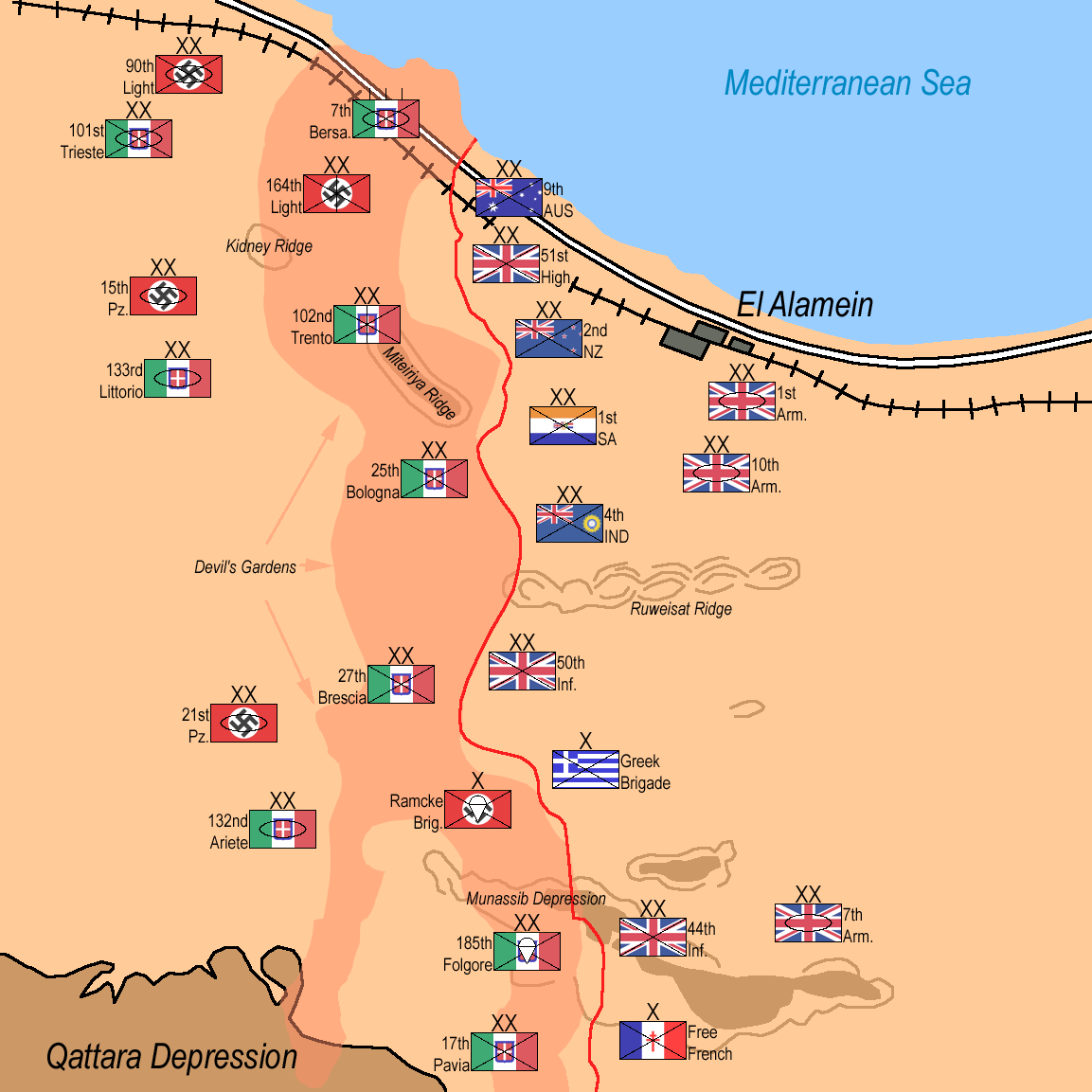
Disposition des forces le 23 octobre 1942- à la seconde bataille d'El Alamein

Rommel subit à Bir-Hakeim une nuisance majeure infligée par les forces de la France Libre commandées par le général Koenig, ce qui prépare le terrain à la seconde bataille d'El Alamein, remportée par Bernard Montgomery et refoulant définitivement les forces de l'Axe du territoire libyen fin 1942.
Un grand nombre d'exactions ont été perpétrées contre des prisonniers de guerre et contre des civils par les forces allemandes et italiennes. Les fascistes italiens ont notamment déporté des milliers de Juifs libyens dans des camps de concentration en plein désert, où beaucoup perdirent la vie.

## La fin duDeutsches Afrikakorps
- Période : août 1942 (nomination de Montgomery) - 12 mai 1943 (reddition du Korps)

En octobre-novembre 1942, le sort de cette guerre se joue à nouveau à El Alamein : pendant l'été et le début de l'automne, l'armée britannique est parvenue à reconstituer ses forces: Montgomery dispose de 200 000 soldats, 750 avions, 1 029 chars dont 200 sont en réserve et près de 1 000 en réparation. La différence avec les Allemands est considérable. Ses chars sont répartis en trois divisions complètes et deux brigades. Contrairement aux précédentes batailles, les Britanniques n'ont plus de Matilda II (dépassés) (à part douze démineurs) et peu de Crusader (également dépassés) à canons de 2 livres. À la suite de l'entrée en guerre des États-Unis le 8 décembre 1941 celle-ci fournit un important stock de matériel aux britanniques à l'été 1942: quatre cent vingt-deux chars sont des M3 Grant et des M4 Sherman, modernes et bien armés, qui rivalisent avec le Panzer IV aussi bien pour le canon, le blindage ou la vitesse. Le reste est composé de Stuart (char léger) et six Churchill mk III (char lourd mais lent).

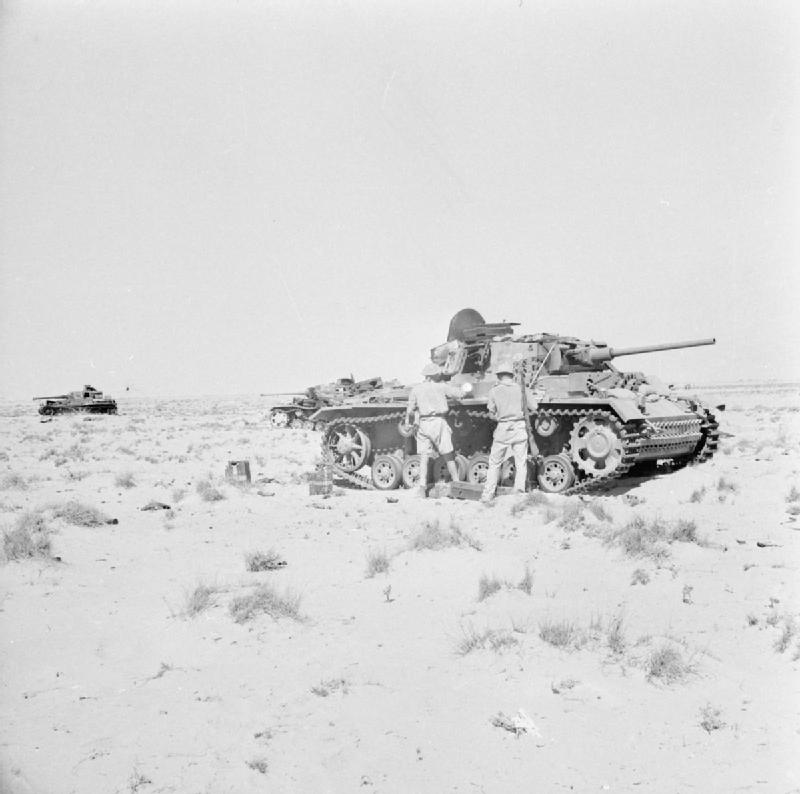
Chars allemands PzKpfw III et IV détruits, 7 novembre 1942.

De son côté le maréchal Rommel dispose de huit divisions italiennes et quatre divisions allemandes, soit un total de 110 000 hommes, 500 chars (dont 86 Panzer III J armés du canon 5-cm KwK 39 L/60 et 30 Panzer IV F2 à canon de 7,5-cm KwK 40 L/43) et 700 avions.
Ce qui permet à Montgomery de mener une offensive décisive lors de la seconde bataille d'El Alamein.
Le 23 octobre 1942, un bombardement d'artillerie donne le signal du début de la bataille à un moment où Rommel, pour raisons de santé, a dû regagner Berlin et confier le commandement de ses troupes au général Stumme. Les Alliés progressent difficilement et le 25, le retour du maréchal Rommel à la tête de ses troupes se traduit par le durcissement de la résistance germano-italienne et la rupture du front espérée par Montgomery ne se produit pas. Le général britannique décide de réorganiser son dispositif et de déployer des renforts pour compenser les importantes pertes. Il procède ensuite par coups successifs pour soumettre l'ennemi à une pression croissante. Les lignes germano-italiennes commencent à céder et Rommel est obligé d'engager ses dernières réserves.
Le 2 novembre, Montgomery lance une nouvelle offensive. Ses troupes progressent malgré une résistance désespérée des Allemands. Rommel, constatant l'usure de ses forces, envisage un repli. Le 3 novembre, Hitler refuse, mais le lendemain, il doit accepter l'inéluctable. Ce même jour, de nombreux Italiens sont faits prisonniers et Rommel donne l'ordre de battre en retraite et ramène son armée en bon ordre d'abord jusqu'à Benghazi.
Cette victoire alliée marque un tournant important dans la campagne d'Afrique du Nord lors de la Seconde Guerre mondiale.
Certains historiens estiment que la bataille d'El Alamein est l'une des victoires majeures qui ont contribué à la victoire alliée en Afrique du Nord. En novembre 1942, Winston Churchill résuma cette bataille dans les termes suivants : « Ce n'est pas la fin, ni même le commencement de la fin. Mais c'est peut-être la fin du commencement ».
Le débarquement allié en Afrique du Nord, en novembre 1942, ouvre un deuxième front à l'ouest de l'Afrikakorps, prise en étau, et place Rommel dans une situation intenable. Face au danger d'une prise en tenaille entre la 8e armée britannique à l'est et les troupes anglo-américaines et l'armée française d'Afrique à l'ouest, Rommel décide de rejoindre la Tunisie où combat l'armée germano-italienne du général von Arnim. Sa santé s'est gravement altérée. Il est rappelé en Allemagne au pire moment pour ses troupes. Lors de la campagne de Tunisie, les troupes germano-italiennes, acculées dans les alentours de Tunis, espèrent rembarquer pour l'Europe, mais Hitler s'y oppose fermement. Finalement, les débris de l'armée se rendent aux Alliés en 1943.

## Batailles principales
1940 :
- Invasion italienne de l'Égypte
- Opération Compass

1941 :
- Capture de Tobrouk (1941)
- Bataille de Koufra
- Bataille de Beda Fomm
- Opération Sonnenblume
- Première bataille d'El Agheila
- Siège de Tobrouk
- Opération Battleaxe
- Opération Crusader

1942 :
- Bataille de Gazala
- Bataille de Mersa Matruh
- Capture de Tobrouk (1942)
- Bataille de Bir Hakeim
- Première bataille d'El Alamein
- Opération Agreement
- Seconde bataille d'El Alamein
- Opération Torch
- Seconde bataille d'El Agheila

1943 :
- Ligne Mareth
- Bataille de Kasserine
- Opérations Vulcan et Strike

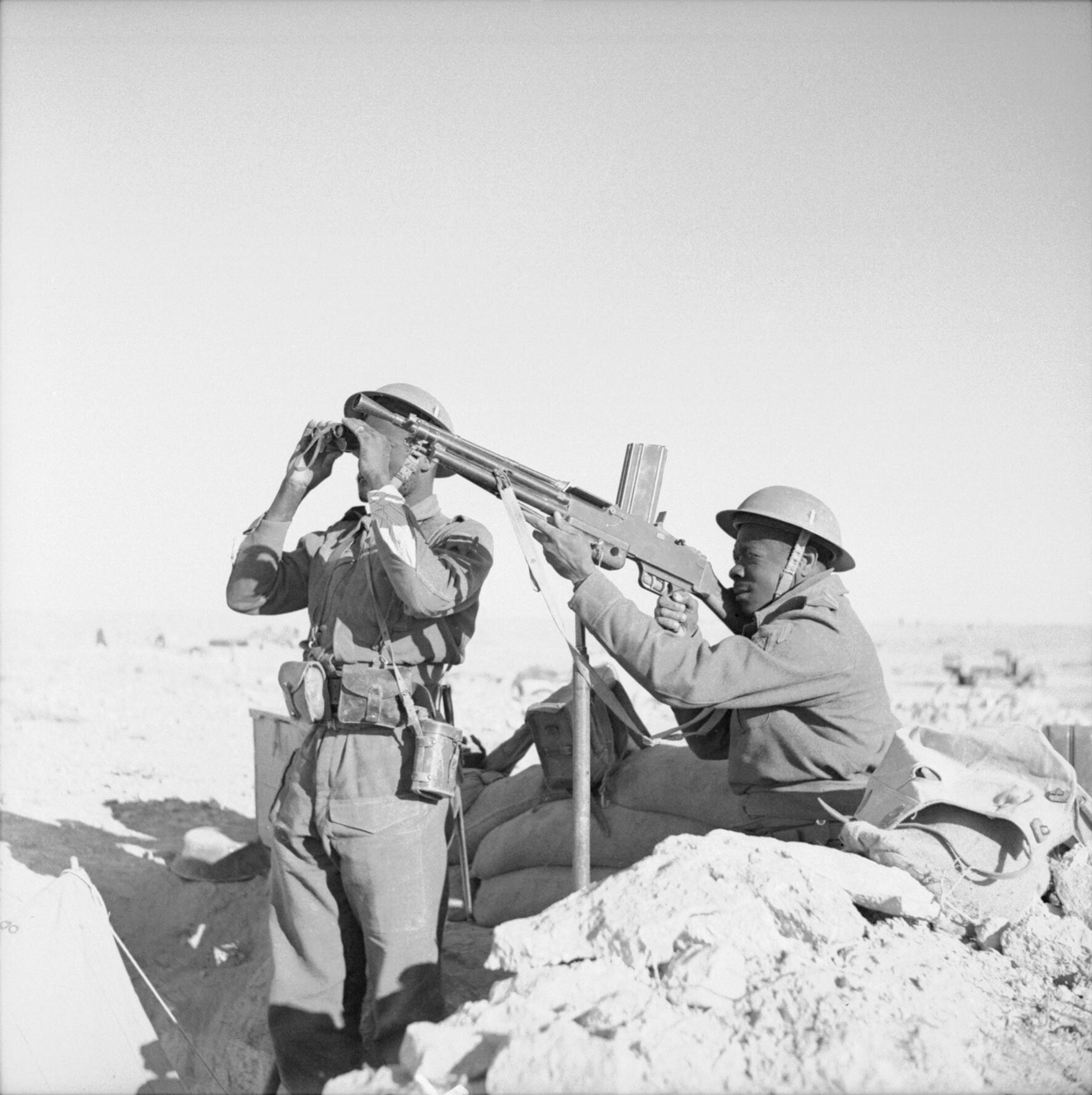
Soldats coloniaux des forces françaises libres en février 1942 avec un MAC 24/29.
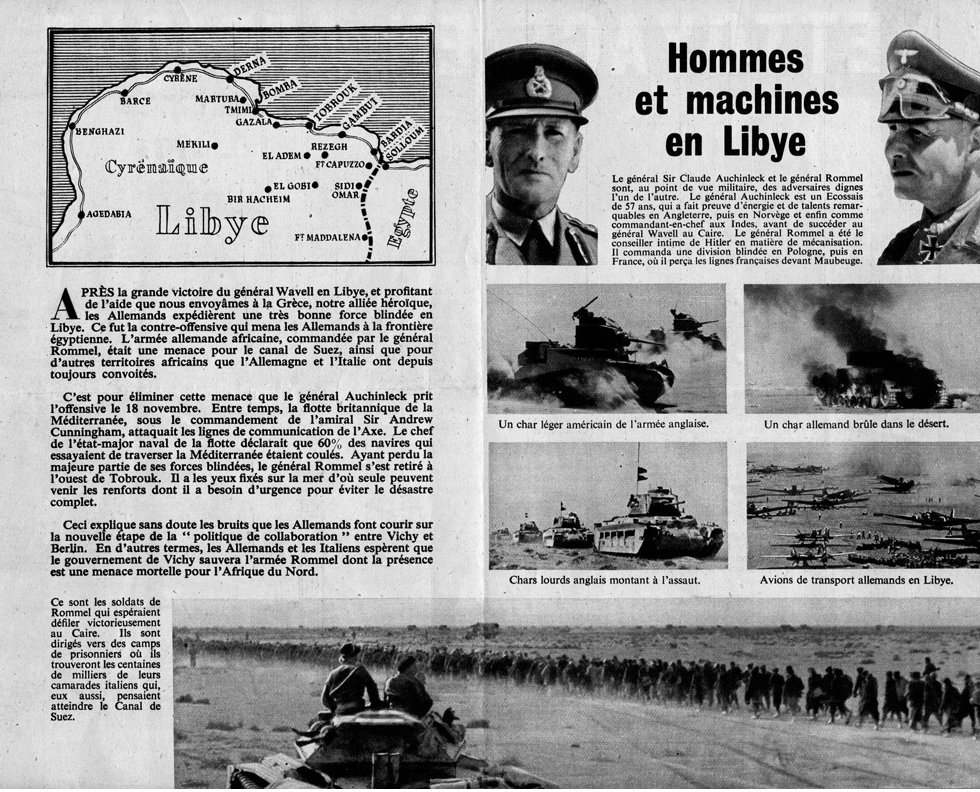
Propagande britannique à destination des troupes françaises d'Afrique du Nord montrant la situation en Libye fin 1941.
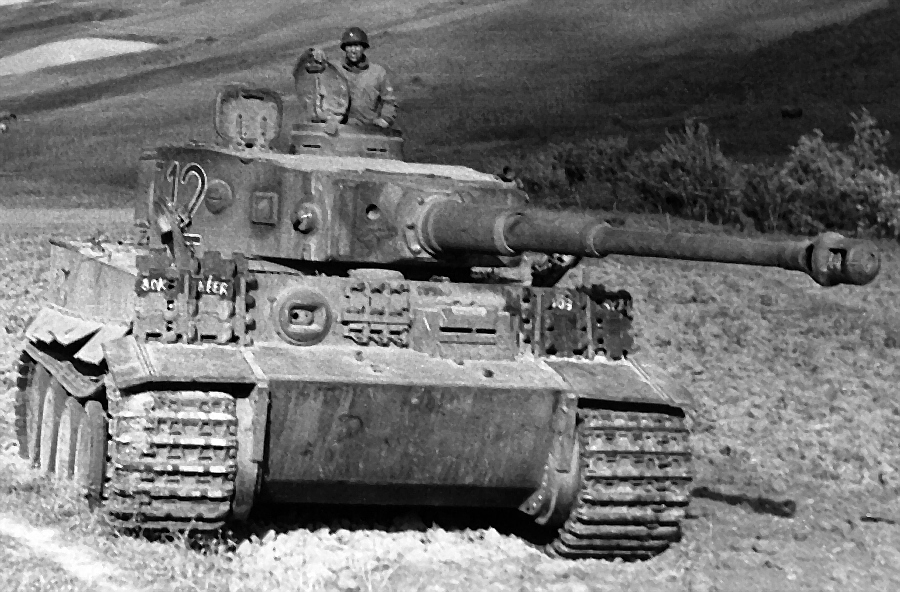
Premier modèle de Tigre I capturé par l'armée américaine en Tunisie.